# Lepanthes tricuspidata
Lepanthes tricuspidata är en orkidéart som beskrevs av Carlyle August Luer och Sijm. Lepanthes tricuspidata ingår i släktet Lepanthes och familjen orkidéer.
Artens utbredningsområde är Peru. Inga underarter finns listade i Catalogue of Life.